# モヤレ
モヤレ、モイェール（Moyale, Moyalle）はエチオピアとケニアにまたがる町。エチオピア側が規模が大きい。
ケニアのモヤレ県の行政中心都市でもある。
ケニアの首都ナイロビからエチオピアの首都アディスアベバを陸路で移動する場合、モヤレの国境検問所を通る場合が多い。
モヤレの周囲はディデ・ガルガルという名の砂漠である。
モヤレよりも北はエチオピア高原となり、南のケニア側より標高が400メートルほど高くなる。
この辺りのエチオピア高原の境は崖になっている所が多いが、モヤレの辺りは比較的通行が容易な地形になっている。

## 人口

### エチオピア側
- 1984年5月9日：4038人
- 1994年10月11日：1万543人
- 2007年5月28日：2万8056人
- 2015年7月1日：4万1600人[1]

### ケニア側
- 1989年8月24日：7049人
- 1999年8月24日：1万3944人
- 2009年8月24日：2万7943人[2]

## 民族
- オロモ人：38%
- ブルジ人：17%
- アムハラ人：16%
- ウォライタ（英語版）：5%
- シルテ人（英語版）：4%
- その他：20%[3]。

(ボラナ人、ソマリ族のガッレ氏族等)

## 言語
- オロモ語：50%
- アムハラ語：10%
- ブルジ語：4%
- ウォライタ語：4%
- シルテ語（英語版）：4%

## 治安
2010年時点では、モヤレ付近には家畜強盗団が多く、特にモヤレとイシオロ間の道路は危険である。

## 歴史
19世紀の末、イギリスはケニアを植民地に加えてイギリス領東アフリカを作ったが、エチオピアとの国境は曖昧だった。1905年、イギリスはギリシャ系エチオピア人のザフィロ（Zaphiro）に命じ、モヤレに通関所を設けてエチオピアからの侵入を監視し、エチオピア領との国境を1907年に確定した。この通関所はハリントンの砦と名づけられた。1908年に訪れたC.W.グウィン（Gwynn）によると、ザフィロの屋敷は山脈の切れ目にあり、数エーカーの庭があった。グウィンは「この場所を通る道は将来大きな交易に使われるようになるだろう。ハリントンの砦はその管理に適した位置に置かれている」と評している。ザフィロは1909年まで駐在した。
1909年になると、イギリスは今日のケニア北東部に北部辺境地区を設け、メル、マルサビットとモアレを行政中心都市としている。
第二次世界大戦中の1940年、この町はイタリアが占領し、イタリア領東アフリカの一部となった。1941年7月15日にイギリスが取り返している。
1999年の始め、エチオピアの反乱組織オロモ解放戦線（OLF）がエチオピア軍に追われてケニアに越境し、さらにエチオピア軍もそれを追ってケニア側で銃撃戦となる事態になった。そのためエチオピアとケニアの間にも緊張状態が発生した。そうした中、モヤレでイマーム（イスラーム指導者）が射殺される事件があり、これがオロモ解放戦線（OLF）に同調的なエチオピア警官の仕業であるとして、モヤレのケニア側でデモが発生している。
2009年11月、エチオピアの首相メレス・ゼナウィは、エチオピアの鉄道をモヤレまで延長する計画を発表した。これは、ケニアが港町ラムと各地とをターマックの道路で結ぶという計画に乗ったものだった。